# Église Saint-Nicolas d'Aleksandrovac
Pour les articles homonymes, voir Église Saint-Nicolas.
L'église Saint-Nicolas d'Aleksandrovac (en serbe cyrillique : Црква Светог Николе у Александровцу ; en serbe latin : Crkva Svetog Nikole u Aleksandrovcu) est une église orthodoxe serbe située à Aleksandrovac, dans la municipalité de Žabari et dans le district de Braničevo en Serbie. Elle est inscrite sur la liste des monuments culturels protégés de la république de Serbie (identifiant no SK 715).

## Présentation
L'église, située au centre du village a été construite en 1884.
Elle est constituée d'une nef unique prolongée par une abside à l'est, tandis que deux absidioles latérales élargissent la zone de l'autel ; à l'ouest, la nef est précédée par un narthex avec une galerie. La façade occidentale est dominée par un clocher avec une horlogie et, au-dessus du porche d'entrée, figure l'inscription « SV. Nikola 1884 ». Les façades, très simplement décorées, sont rythmées horizontalement par la corniche du toit et, verticalement, par de hautes fenêtres cintrées en forme de lancettes. En 1923, un ossuaire commémoratif a été construit à proximité du mur extérieur de l'abside en l'honneur des soldats morts en 1915 dans les batailles pour Aleksandrovac.
À l'intérieur, l'iconostase de style néo-classique, est décorée de bois dorés richement sculptés, notamment au niveau des « portes royales » et des portes latérales ; elle abrite des icônes réparties sur trois zones et réalisées en 1885 par les peintres de Vršac Aca et Živa Radak.
L'édifice abrite des icônes mobiles, des livres et des objets liturgiques ainsi que des meubles d'église.